# Profiled
Albums de Led Zeppelin
Boxed Set, Vol. 1
(1990) Remasters
(1990)
Profiled est une compilation publiée par le groupe de rock britannique Led Zeppelin le 21 septembre 1990 sur Atlantic Records. Sous forme d'interview, cette compilation a pour but de faire vendre Boxed Set, Vol. 1 paru peu de temps auparavant.

## Titres
1. Led Zeppelin Profile (28:05)
  1. Jimmy Page
  2. Robert Plant
  3. John Paul Jones
  4. Hey Hey What Can I Do
  5. Jimmy Page
  6. Moby Dick / Bonzo's Montreux
  7. John Paul Jones
  8. Robert Plant
  9. Kashmir
  10. Jimmy Page
  11. White Summer / Black Mountain Side

2–8. Station Liners (0:23)
9–20. Interview: Jimmy Page
21–32. Interview: Robert Plant
33–43. Interview: John Paul Jones